# Santuario de Santa Gema (Madrid)
El Santuario de Santa Gema (denominado también como Santuario de Santa Gema Galgani) es un templo ubicado en la Colonia de El Viso de Madrid (España) con advocación de Santa Gema. Ubicada en frente de la plaza de Santa Gema (barrio de Chamartín, en las cercanías del estadio Santiago Bernabéu). El día catorce de cada mes hay una peregrinación en devoción a la santa. El templo es famoso porque en él se venera la reliquia del corazón de Santa Gema llegado desde Roma en el año 1985.

## Historia

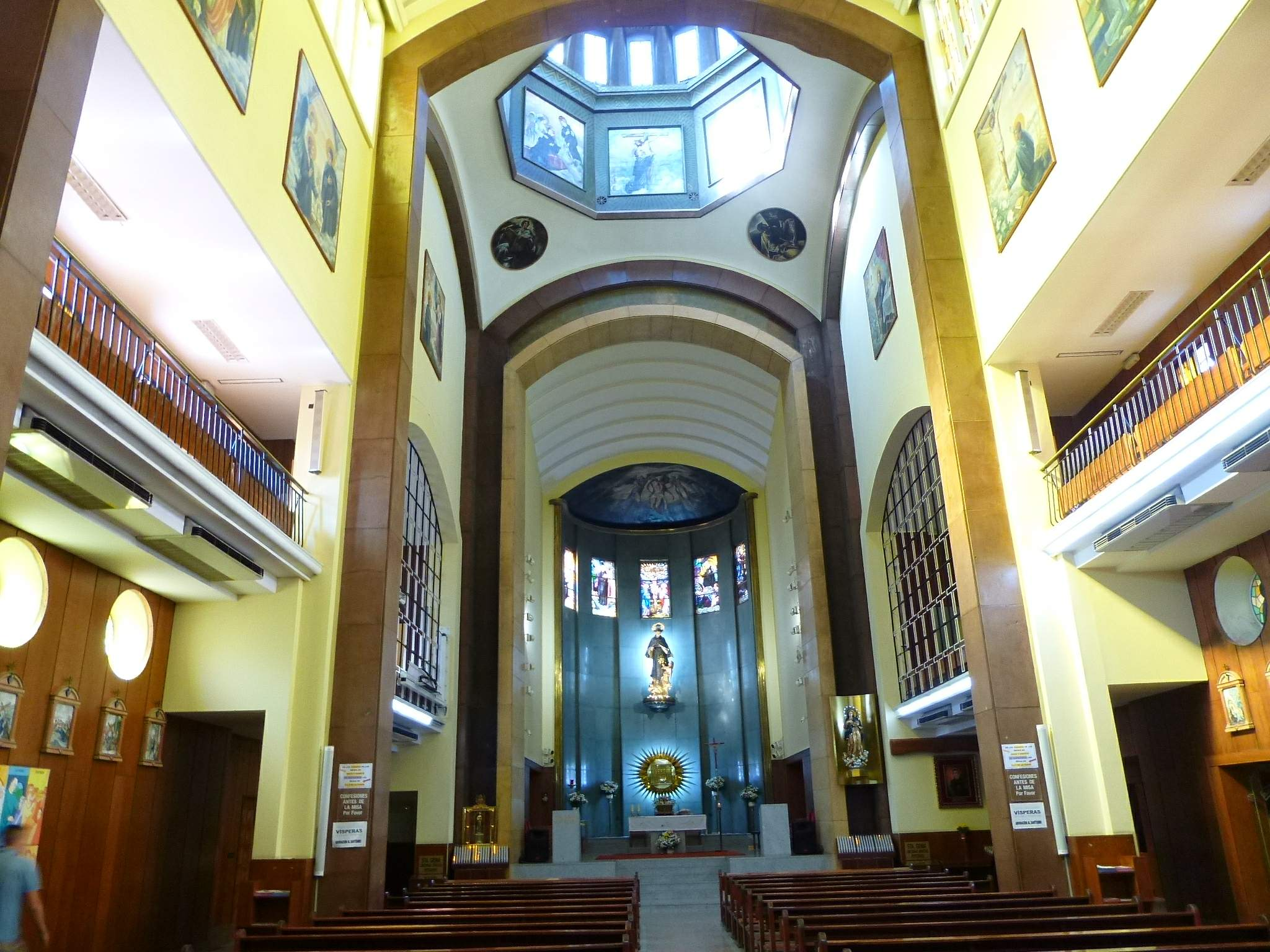
Interior

La joven Gema Galgani nace en Borgonovo di Capannori, en la provincia de Lucca, Italia, en 1878, de una familia profundamente católica. Huérfana de madre, y después de padre a temprana edad, se traslada a Lucca donde vive al cuidado de la familia Giannini. Desde muy pequeña experimenta piedad religiosa y una intensa vida de oración, con éxtasis místicos y visiones de Jesucristo crucificado y de la Virgen María. No puede concretar su vocación de religiosa pasionista, debido a su mala salud, que la lleva a morir en 1903 a los veinticinco años de edad, un Sábado Santo. El templo fue asignado a la congregación de la Pasión (Religiosos Pasionistas). Sus restos mortales se depositaron en el santuario de Santa Gema, en Lucca, junto a un monasterio de religiosas pasionistas de clausura, fundado en esa ciudad después de su muerte, conforme a su deseo. Fue canonizada por el papa Pío XII en la Basílica de San Pedro, el 2 de mayo de 1940. 
El arquitecto Manuel Ambrós Escanellas proyecta la obra del santuario madrileño a mediados del siglo XX. Fue consagrado el 17 de octubre de 1953, siendo su primera piedra colocada previamente el 3 de marzo de 1949. Desde fechas posteriores a los años cincuenta se establece la peregrinación a la santa los días 14 de cada mes. En 1959, bajo proyecto de Joaquín Núñez Mesa, se comienza a construir la Residencia y Convento de los Padres Pasionistas. Más de dos décadas después, el templo se hace famoso porque en él se venera el corazón de Santa Gema, llegado desde Roma en el año 1985. La reliquia es una pequeña escultura plateada de la santa, realizada por Talleres Granda, en cuyo interior se halla el corazón de la santa.

## Características
Es un edificio exento, con torre. La fachada principal se realizó con fábrica de ladrillo rojo. Sigue las líneas estéticas del estilo neoherreriano, propio de la arquitectura del franquismo. La cúpula es ochavada, y en cada uno de ellos se representa una escena de la vida de la santa. Destaca una escultura de Jesús en madera obra del escultor Mariano Rubio Martínez.